# 雙溝附近戰鬥
雙溝附近戰鬥發生於1940年5月11日至1940年5月15日，地點則是在中國湖北一帶。交戰守方為中華民國國民革命軍，另一方則為日軍，屬於棗宜會戰第一階段戰鬥。兩方激戰爭奪戰略要鎮雙溝，5月15日國軍奪回該地區。